# Jasika
Jasika (trepetljika, lat. Populus tremula) je biljna vrsta iz porodice Salicaceae (Vrbe) iz roda Populus (Topole). Raste kao samonikla biljka u Europi od sjevera sve do hrvatskih krajeva. U Aziji je rasprostranjena u sjevernim krajevima od Sibira do Japana. Jasika raste na osunčanim površinama (heliofilnost). Zbog toga raste na šumskim čistinama, u svjetlijim brdskim i planinskim šumama te u opsegu acidofilnih šuma kitnjaka, te na paljevinama, sječinama ili vrištinama. Jasika je fotoperiodične ovisnosti prilagođavanja na prilike dugog dana, što se primijetilo prilikom križanja Populus tremula — Populus tremula, kod kojih je jedan roditelj bio iz sjeverne Švedske.
List odnosno baza plojke je okruglasta (orbisulatus), približno jednako širok i dug. Budući da okruglasti nazubljeni listovi trepere i na vrlo slabom vjetru dobila je ime trepetljika.
Simbiotska je biljka bijelog tartufa.
Zbog mekoće drva, koristi ga se pri izradi furnira, iverica, žigica, vlaknatica i celuloze.

## Sastav
Svi dijelovi biljke sadrže glikozide (salicin,populin i salicil populozid),eterično ulje,organske kiseline i taninske tvari.Listovi sadrže 471,3 mg% askorbinske kiseline i 41,3 mg% karotina.

## Djelovanje
Antimikrobno, protuupalno, antitusivno, koleretsko i antihelmintsko djelovanje.